# Pantaleon montifer
Pantaleon montifer är en insektsart som beskrevs av Walker. Pantaleon montifer ingår i släktet Pantaleon och familjen hornstritar. Inga underarter finns listade i Catalogue of Life.